# Павел Юдин
Павел Фьодорович Юдин (26 август 1899 - 10 април 1968, Москва) е руски философ, професор,обществен и политически деец.
Член на КПСС от 1918 г. Работи главно в областта на историята на философията и на историческия материализъм.